# 四年三組のはた
『四年三組のはた』（よねんさんくみのはた）は、宮川ひろによる児童文学作品。1975年に日本の偕成社から刊行された。小学4年生のクラスを舞台に、出産を控えた女性教員とクラスの児童、そして産休補助教員（作中では「るすばん先生」と表記）の交流を描いた作品である。
宮川には産休補助教員の経験があり、この題材を扱った作品としては『るすばん先生』（1969年）に次ぐものである。
1976年に、日活により日活児童映画の1本として映画化されている。また1982年にはテレビドラマ化されている。

## 物語
舞台はある小学校の4年3組。新学期に担任となった木村先生は、自分が妊娠中で10月17日に出産予定と告げる。出産時のことを親に聞いてくるという木村先生の課題に、母親が再婚の本間ゆう子は八木敏夫らの男子児童からそれを冷やかす言葉をかけられた。一方一部の保護者は出産予定の教員が担任であることへの不安を女性の校長にぶつけたが、出産が「目習い」の教育の機会になると諭される。
ゆう子は銭湯で出会った同級生の中川京子の自宅に行き、双眼鏡の部品工場を兼ねる家で、京子が妹や同居するいとこの世話や家事の手伝いをしているのを知る。京子からは木村先生の安産祈願に犬の折り紙を1000個作るという相談を受け、二人で折ることにした。家業に由来するにおいを学校でからかわれた京子に、ゆう子はその問題を訴えてクラス会が開かれ、先生は「手伝いのにおいだから恥ずかしがることはない」と諭す。生母の写真を探していたゆう子は、今の母が当時の自分を気に入って再婚したというメモのある写真（「お見合い写真」）を偶然見つけた。犬の折り紙はクラス全員の協力で1000個に達し、京子も体育授業のポートボールをきっかけに大きな声で話すようになる。
木村先生が腹痛から一週間の安静になったとき、4年3組では東京の交通図を作る授業をきっかけに、児童だけで水天宮に安産祈願に出かけた。校長先生は親をなだめる一方、児童には親によく謝るように話して叱らなかった。
二学期になり、出産休暇に入った木村先生に代わり、「るすばん先生」として年配の横山先生が担任となる。9月6日のゆう子の誕生日に、ゆう子の父は「今の母親を大事にしてほしい」という思いから見せなかった生母の写真を見せる。数日後、昼休みに木村先生が教室を訪れる。児童たちは喜んだが、ゆう子は横山先生が寂しそうに見えたことが気になった。敬老の日の連休が明けたあと、横山先生は自分の出産時に来た「るすばん先生」の気持ちを思いやったこと、連休中のクラス会で当時の教え子たちと再会したことを教室で話した。
10月10日の運動会では4年3組の発案で、ボール紙で作った聖火リレーと聖火台が実施された。また各クラスで旗を作ることも決まり、4年3組では二人の先生と木村先生の赤ちゃんを描いた京子の案が採用された。運動会当日、すべてのプログラムが終わったあと、木村先生に女児が誕生したことが伝えられた。

## 舞台設定
児童たちが水天宮に行く際は、成増駅から東武東上線に乗ったとあり、木村先生の自宅は志木駅が最寄りと記されている。
「9月6日が土曜日」「敬老の日と日曜が連休」という記述があり、これらは本作の初版が刊行された1975年のカレンダーと一致する。また、偕成社文庫版（1979年初版）では水天宮に行く際の交通費（小児運賃）が「（成増から）秋葉原まで70円、そこから地下鉄日比谷線で人形町まで30円」とある。

## 映画版
16mmフィルム作品で、日活児童映画の4作目として制作された。昭和51年度文化庁芸術祭参加作品。上映時間は86分。
ストーリーはおおむね原作に沿っているが、細かいエピソードの入替えや改変・追加のほか以下のような設定や内容の変更がある。
- 小学校の校長は男性。
- 敏夫の姓が「岩本」に変更されている。
- 京子の自宅の職業が印刷所となり、同居しているのはいとこではなく印刷所従業員の交通遺児となっている。京子の姓は「宮崎」である。
- ゆう子が京子と関わりを持つのは放課後に京子が買い物をしているとき。また、ゆう子がクラスの児童たちを京子の自宅に連れてきてにおいの正体を直接教える描写がある。
- 黒板に書かれた日付として「9月1日水曜日」「11月6日土曜日」が見られるが、これらは映画版が公開された1976年のカレンダーと一致する。
- ゆう子が母親との「お見合い写真」を発見するエピソードはない。
- 児童が水天宮に行くのは横山先生の着任後（木村先生が救急搬送されたことがきっかけ）。
- 敬老の日を挟んだ連休があったと言う設定がなく、横山先生のクラス会エピソードもない（2002年まで敬老の日は9月15日と規定されていた。ちなみに1975年9月15日は月曜日、1976年9月15日は水曜日であった）。
- 木村先生の子供は「10月20日水曜日」生まれで、男子である。
- ポートボールや運動会のエピソードは使用されていない。
- タイトルとなっている「旗」は木村先生の復帰に伴い離任する横山先生への感謝パーティーの際に児童が贈ったもので、絵柄は二人の先生と児童全員の似顔絵である。
- 児童たちが、木村先生と生まれた子供に会いに行くエピソードが追加されている。

ロケは日活の撮影所のある調布市やその近辺でおこなわれており、「協力」として調布市立滝坂小学校の名前が記載されている。水天宮に行くエピソードでは児童は京王線に乗り、新宿駅から地下鉄丸ノ内線で銀座駅に出て日比谷線に乗り換えている。

### スタッフ
- 原作 - 宮川ひろ
- 監督 - 藤井克彦
- プロデューサー - 結城良熙、樋口弘美
- 脚本 - 勝目貴久
- 音楽 - 石川鷹彦

### 出演
- 木村先生 - 立石涼子
- 横山先生 - 南美江
- ゆう子の母 - 八木昌子
- 京子の母 - 絵沢萠子
- 敏夫の母 - 真屋順子
- 本間ゆう子 - 柿崎澄子
- 岩本敏夫 - 岩本和弘
- 宮崎京子 - 沢木由里子
- ゆう子の父 - 前田昌明
- 京子の父 - 樋浦勉
- 校長先生 - 桑山正一

### 主題歌
「四年三組のはた」
作曲 - 石川鷹彦 / 作詞 - 藤川桂介

### 推薦等
選定
文部省
推薦
青少年映画審議会・中央児童福祉審議会・日本PTA全国協議会・優秀映画鑑賞会・日本映画ペンクラブ・日本映画復興会議・東京母親大会連絡会・親子映画東京連絡会
特選
東京都教職員組合

### 受賞
- 1976年テヘラン国際児童映画祭 - 作品賞・監督賞
- 昭和52年度児童福祉文化賞 - 映画部門[7]

## テレビドラマ
1982年5月11日、テレビ朝日系列の児童向けドラマ枠『ハウスこども傑作シリーズ』（ハウス食品一社提供）で放送された。

### スタッフ
- 原作 - 宮川ひろ
- 編集 - 菅野順吉
- プロデューサー - 小野耕人、中曽根千治（東映）、小泉美明（テレビ朝日）
- 制作 - テレビ朝日、東映

### 出演者
- 吉沢京子
- 原口剛
- 中島香葉子
- おはなし：木内みどり

| テレビ朝日系列 ハウスこども傑作シリーズ | テレビ朝日系列 ハウスこども傑作シリーズ | テレビ朝日系列 ハウスこども傑作シリーズ    |
| 前番組                                  | 番組名                                  | 次番組                                     |
| --------------------------------------- | --------------------------------------- | ------------------------------------------ |
| キャプテンはつらいぜ （1982年5月4日）   | 四年三組のはた （1982年5月11日）        | それいけ! ズッコケ三人組 （1982年5月18日） |

## 関連文献
- 宮川ひろ「「四年三組のはた」の場合--「目習い」の視点から」『日本児童文学』1976年12月号、日本児童文学者協会。